# Chanfainita
La chanfainita es un guiso peruano preparado a base de bofe y papa. Es un plato derivado de la chanfaina española.

## Historia y descripción
La chanfainita es un plato derivado de la chanfaina hispana con influencias africanas, que se prepara con bofe (pulmón) de res o de cordero dejando de lado las otras vísceras (puesto que durante el Virreinato del Perú los esclavos africanos separaron el corazón para los anticuchos, el estómago para la pancita y el rachi, las patas para las patitas con maní, la sangre para la sangrecita frita, etc.), por lo que de la chanfaina española sólo quedó el color rojizo (el cual ya no provenía de la guindilla sino de la semilla del achiote o del ají seco), además del bofe, luego se agregaron las papas andinas y para acompañarlo con mote hervido.
Una de las recetas más antiguas se encuentra en el Manual de la Cocinera Peruana de 1893:

Se sancocha la asadura de carnero y después se corta en pedacitos menudos. Por separado se sancochan también papas que se pican del mismo modo. Se hace un ahogado con manteca, sal, ají amarillo o salsa de tomates, pimienta, ajos, orégano, perejil tomates frescos y cebollas, se le añade un poco de agua, y en seguida se le echa la asadura y papas ya picadas, dejando cocer a fuego lento, y añadiéndole al último un poco de vinagre de Castilla.

## Variantes

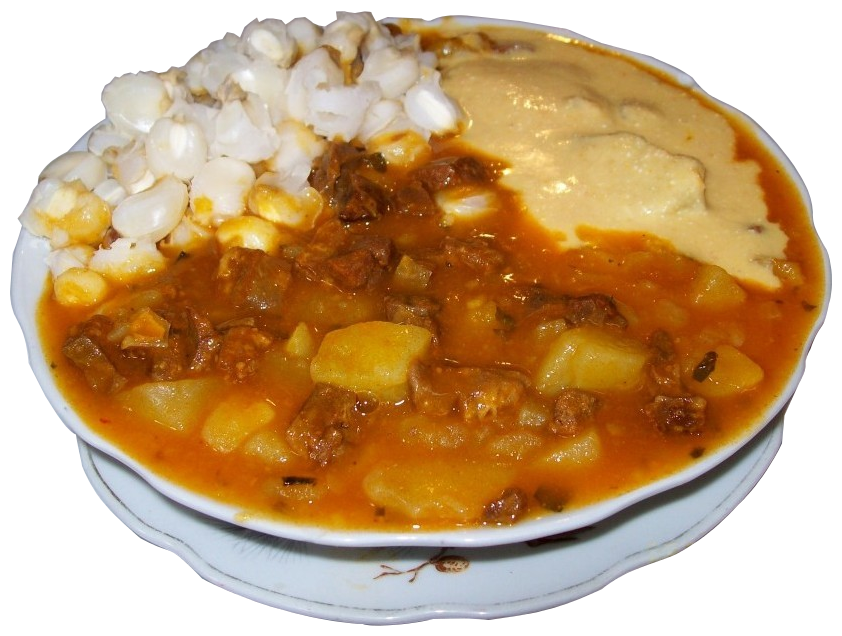
Chanfainita y mote con salsa huancaína

La chanfainita peruana tiene sus propias variantes de acuerdo a la región donde se prepara tanto en ingredientes como en presentación del plato, por ejemplo en Lima se suele acompañar con papa a la huancaína, arroz  blanco, tallarines rojos y hasta de cebiche de pescado. En Arequipa se elabora con bofe blanco e hígado de cordero.